# Libertad (khu tự quản của Táchira)
Libertad là một khu tự quản thuộc bang Táchira, Venezuela. Thủ phủ của khu tự quản Libertad đóng tại Capacho Viejo. Khự tự quản Libertad có diện tích 152 km2, dân số theo điều tra dân số ngày 21 tháng 10 năm 2001 là 6239 người.